# チェンナイの夜
『チェンナイの夜』は2017年に公開されたバイリンガル映画である。ローケーシュ・カナガラージが監督し、アシュワニクマール・サハデフによりAKSエンターテインメント名義で、タミル語では『マーナガラム』、テルグ語では『ナガラム』のタイトルで公開された。サンディープ・キシャン、レジーナ、スリが主演し、予告編が2016年9月17日に 、本編は2017年3月10日に公開された。この映画は公開時に批評家の称賛を受け、興行面で成功した   。